# Mahir Ünal

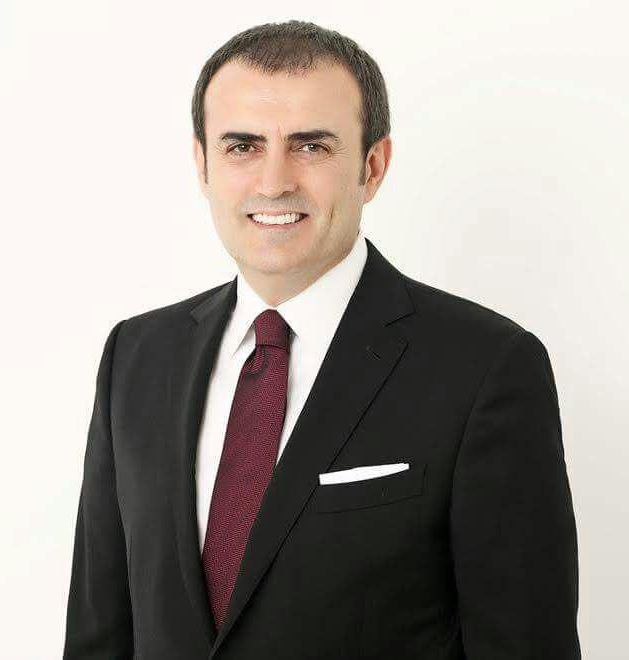

Mahir Ünal (ur. 1 lipca 1966 w Elbistanie w prowincji Kahramanmaraş) – turecki polityk, działacz Partii Sprawiedliwości i Rozwoju (AKP).
Od 2011 pełni mandat deputowanego do Wielkiego Zgromadzenia Narodowego Turcji. Był wiceprzewodniczącym frakcji parlamentarnej AKP. Między 24 listopada 2015 a 24 maja 2016 sprawował urząd ministra kultury i turystyki w rządzie Ahmeta Davutoğlu. Zajmuje stanowiska wiceprzewodniczącego i rzecznika AKP
Jest żonaty i ma jedno dziecko.